# Херциана Матмуя
Херциана Матмуя (на албански: Herciana Matmuja), наричана още Херси Матмуя или само Херси, е албанска певица.
Спечелва 52-рото издание на ежегодния албански фестивал „Festivali i Këngës“. Представя Албания на „Евровизия 2014“ с песента „One Night's Anger“ (Гневът на една нощ).

## Биография
Родена е в град Кукъс, намиращ се близо до границата с Косово. Когато навършва 5 години, семейството ѝ се мести в Тирана. След 3 години започва да се занимава с пеене.
Участва в редица детски музикални предавания и фестивали. В тийнейджърските си години участва в шоуто за таланти „Петъчна треска“, където завършва сред първите 10 класирани. Скоро се явява и на 45-ото издание на националния песенен фестивал „Festivali i Këngës“, където става първа в категорията на новаците. Любопитно е, че певицата има зад гърба си 3 неуспешни опита, преди да спечели (2011, 2012, 2013). Участва 2 пъти в певческия конкурс „Kënga Magjike“ (Магическа песен).
2014 година е последната ѝ година на обучение в музикалната консерватория „Санта Чечилия“, където учи бел канто. Междувременно живее в Рим и участва в няколко концерта, но нерядко пътува до албанската столица.
Освен родния си албански говори още английски, испански и италиански.